# احمد بابا مسکه
احمد بابا مسکه (عربی: أحمد بابا مسكه) (زاده: ۱۸ مه ۱۹۳۵ – درگذشته: ۱۴ مارس ۲۰۱۶) فرزند احمد مسکه، نویسنده و یک دیپلمات موریتانی و مبارز علیه استعمار فرانسه در موریتانی می‌باشد. در سال ۱۹۳۵ در شهر شنقیط به دنیا آمد و در ۱۴ مارس ۲۰۱۶ در پاریس فوت کرد.

## فعالیت‌ها
او یکی از بنیان‌گذاران اتحادیه جوانان در موریتانی بود، که به عنوان دبیرکل آن بشمار می‌آمد، در سال ۱۹۶۵ به جنبش الشبیبه پیوست که در سال۱۹۵۸ تبدیل به حزبی علیه فرانسه شد، بعد از استقلال موریتانی احمد بابا، فرزند احمد مسکه مقام‌های بلندپایه‌ای از جمله سفیر موریتانی در ساحل عاج و آفریقا در سال‌های ۱۹۶۴ و ۱۹۶۶، را کسب کرد و بعد از حوادث ۱۹۶۶ دستگیرشده و سپس آزاد شد و بعد در فرانسه به عنوان استاد دانشگاه مشغول کار شد.